# Херений Сенецион
Вижте пояснителната страница за други личности с името Сенецио.
Херений Сенецио (на латински: Herennius Senecio; + 93 г.) e философ стоик, юрист и политик през 1 век по времето на римския император Домициан.
Произлиза от фамилията Херении, клон Сенецио от Бетика в Римска Испания. Става квестор и адвокат.
Има различия с Валерий Лициниан, заради голямата весталка Корнелия. В кръга на философите стоици е с Квинт Юний Арулен Рустик.
През 93 г. Херений Сенецио и Плиний Млади представят разбунтувалите се служители против Бебий Маса, бивш управител на провинцията Бетика и фаворит на император Домициан. Маса е осъден и собствеността му e поставена под държавен контрол.
Херений Сенецио пише елоге, биография във форма на похвална реч (commentarii) за философa Хелвидий Приск по поръчка на вдовицата му Фания и затова е екзекутиран от император Домициан.